# Замок Балліло
Замок Балліло (англ. — Ballylough Castle) — Баллілох — один із замків Ірландії, розташований в графстві Антрім, Північна Ірландія. У свій час замок Балліло був твердинею кланів МакКвіллан та МакДоннелл.

## Історія замку Балліло
Замок був розташований в приході Біллі. Потім земля навколо замку була розділена на Баллілох, Баллілохмор, Баллілохбег. У 1847 році було описано землю Баллілох як «частина приходу, в якій знаходиться баронство Данлус». Колись замок стояв на берегах озера, але потім озеро зникло. Недалеко від замку знаходиться знаменита Бруківка Гігантів — вихід на поверхню базальтових стовпів. Є версія, що колись на місці замку Баллілох знаходився кранног у давні часи початку залізної доби.
Замок Балліло як твердиня ірландських кланів МакКвіллан та МакДоннелл згадується в «Літописі Чотирьох Майстрів». Цей замок у літописах згадується як Балє-ан-Лоха (ірл. — Baile-an-locha) — «Місто над озером». Запис про це датується 1544 роком. Замок захопив клан О'Доннелл. Разом замком тоді було захоплено зброю, обладунки, латунь, залізо, масло і провізію. У 1624 році граф Антрім дарував 120 акрів землі Баллілох, 120 акрів землі Баллітой Арчибальду Стюарту. У 1625 році граф Антрім дарував 100 акрів землі Баллілох Бег Волтеру Кеннеді. Два скрині з іспанського корабля «Непереможної Армади» зберігалися в замку Баллілох, а потім були перевезені в замок Глермар у 1740 році.